# František Karel Rudolf Swéerts-Sporck
František Karel Rudolf hrabě Swéerts-Sporck (německy Franz Karl Rudolf Graf von Swéerts-Reist und von Sporck, 14. října 1688, Těmice u Mladé Vožice – 30. listopadu 1757, Lysá nad Labem) byl šlechtic nizozemského původu, jehož předci z otcovy strany pocházeli z Brabantského vévodství v historickém Nizozemí. Jako dědic svého tchána a zároveň adoptivního otce hraběte Františka Antonína Šporka získal v Čechách značný majetek. Na svých statcích se prosadil jako stoupenec moderních metod hospodaření, byl též mecenášem katolické církve.

## Život
Pocházel ze šlechtické rodiny Swéertsů nizozemského původu, byl synem císařského plukovníka Františka Karla Swéertse (1654–1692) a jeho manželky Anny Marie Sabiny hraběnky Šporkové (1661–1717), sestry hraběte Františka Antonína Šporka.

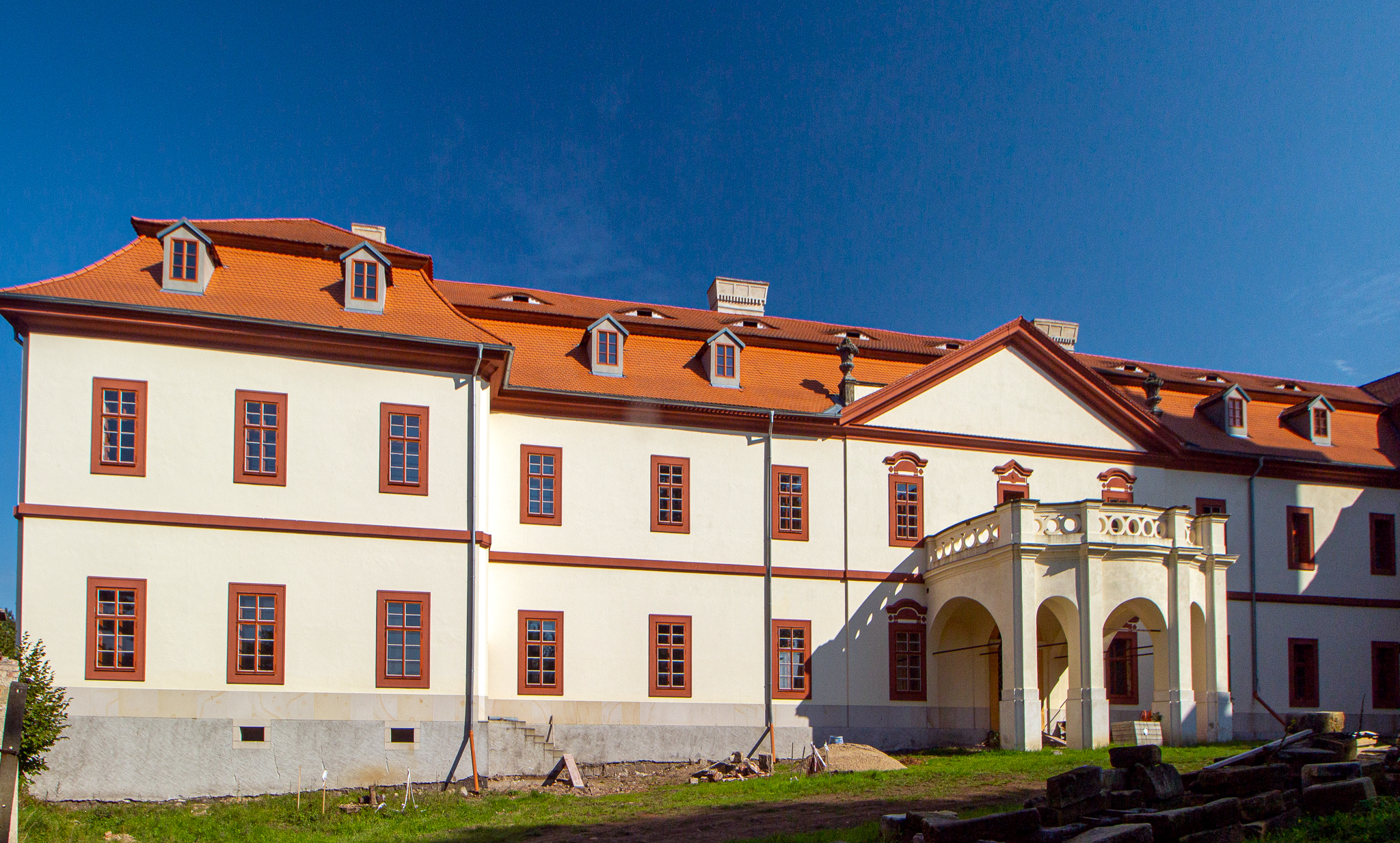
Zámek Konojedy u Úštěka

František Karel Rudolf Swéerts byl původně předurčen k církevní dráze. Byl jmenován kanovníkem ve Vratislavi, v roce 1705 ale vstoupil do armády falckého kurfiřta a zúčastnil se války o španělské dědictví. V roce 1712 se v Kuksu oženil s Annou Kateřinou Šporkovou (1689–1754), která byla jeho (oboustrannou) vlastní sestřenicí a ke sňatku byl tak nutný papežský dispens.
V roce 1718 byl svým tchánem Františkem Antonínem Šporkem přijat jako adoptivní syn a v témže roce získal hraběcí titul, zároveň došlo k rozšíření rodového jména do podoby von Swéerts und von Sporck, respektive Swéerts-Sporck von Reist. Spolu s manželkou se tak stal univerzálním dědicem rozsáhlého majetku F. A. Šporka. V letech 1732–1738 byl hejtmanem boleslavského kraje, jeho hlavním sídlem byl tehdy zámek v Novém Berštejně.
Ještě než zdědil statky Šporků, začal budovat vlastní majetkové zázemí. V roce 1723 koupil panství Nový Berštejn s městečkem Dubá a berštejnský zámek nechal radikálně upravit jako své sídlo. Po smrti Františka Antonína Šporka (1738) zdědil spolu s manželkou Choustníkovo Hradiště s Kuksem, Lysou nad Labem a Konojedy. Součástí dědictví byl i pražský palác, dodnes známý jako Swéerts-Sporckův palác. I později František Karel Swéerts-Sporck kupoval další statky, v roce 1743 za 120 tisíc zlatých koupil Kokořín a Vidim. Ke vzniku barokních zámků ve Vidimi a v obci Kokořín nejsou žádné prameny, je ale pravděpodobné, že vznikly právě v této době.
Jedním z největších zisků se staly jihočeské Lnáře zakoupené v roce 1745 od hrabat Küniglů. K panství Lnáře patřila dvě městečka, přes třicet vesnic a mimo jiné také 365 rybníků. Lnáře byly pravděpodobně zakoupeny jako sídlo pro jediného syna Jana Františka Kristiána. Krátce v letech 1746–1752 bylo majetkem rodu další panství v jižních Čechách: Kardašova Řečice.

## Agronom a mecenáš

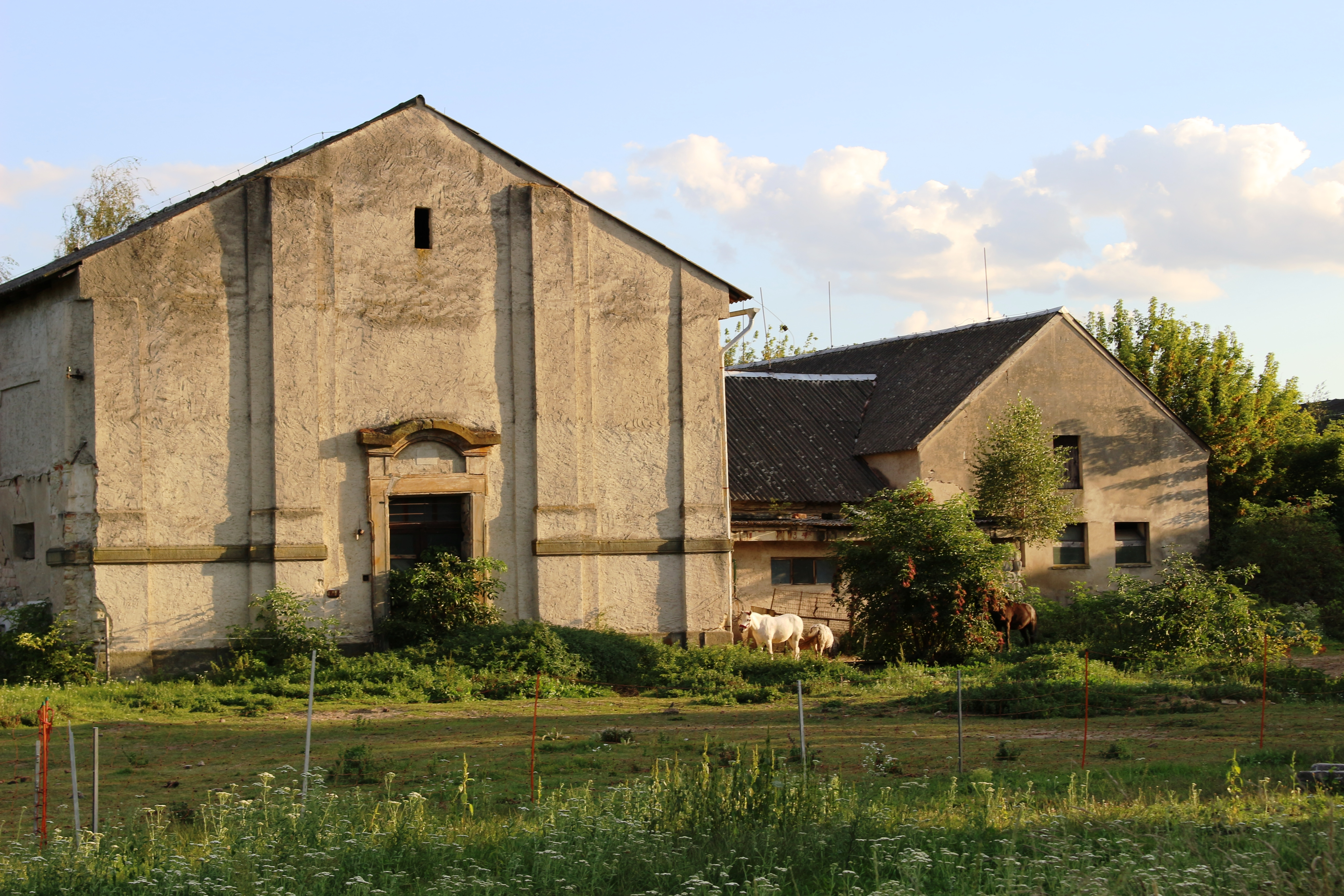
Hospodářský dvůr Karlov u Lysé nad Labem, pojmenovaný po F. K. R. Swéerts-Sporckovi

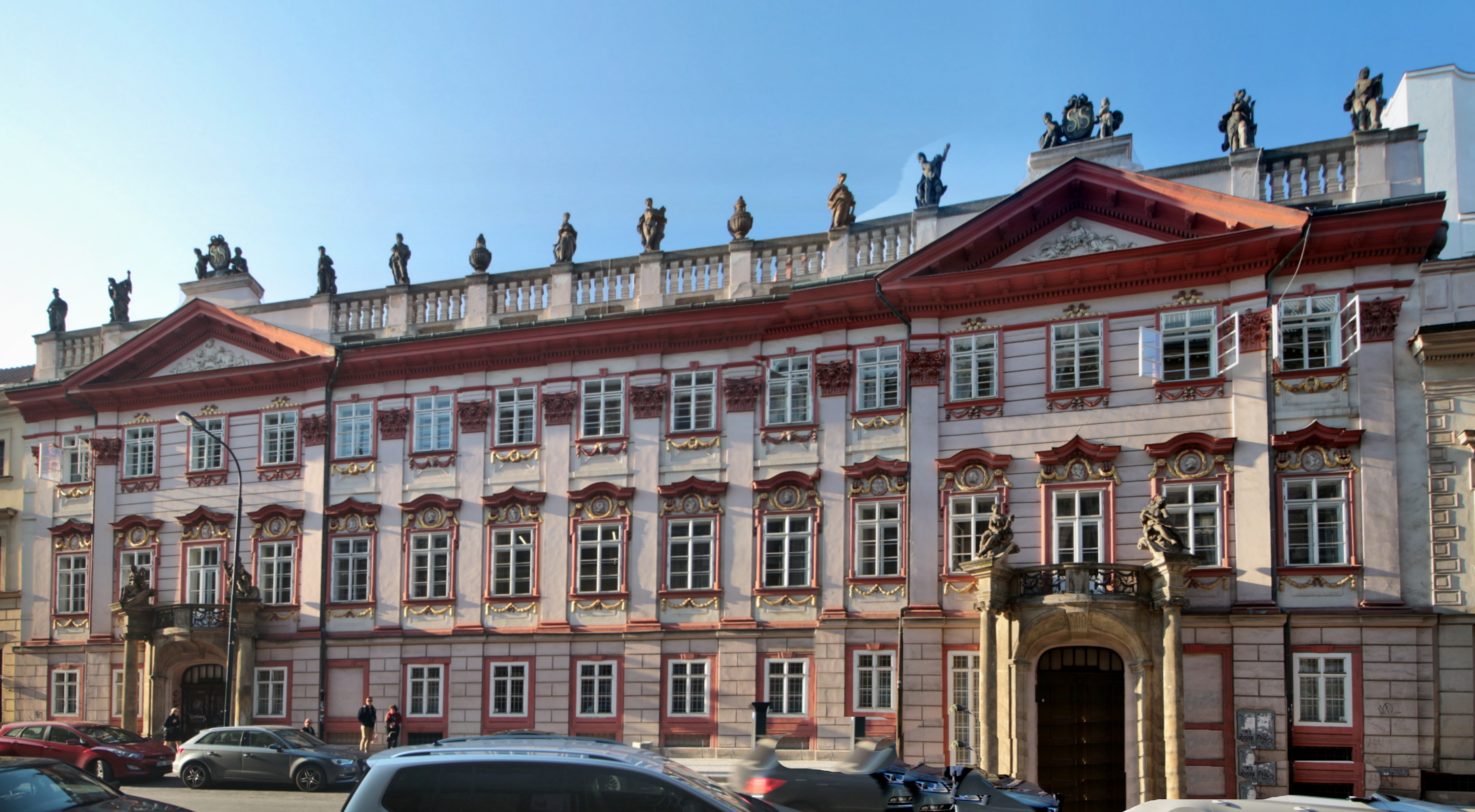
Swéerts-Šporkův palác v Hybernské ulici v Praze

Na svých zakoupených i zděděných statcích prosazoval moderní hospodářské metody, postupem doby proslul jako odborník na agronomii a ekonomii. Snažil se účelně kombinovat pěstování pícnin a chov dobytka, který dovážel ze Švýcarska, jako první v Čechách začal pěstovat jetel.

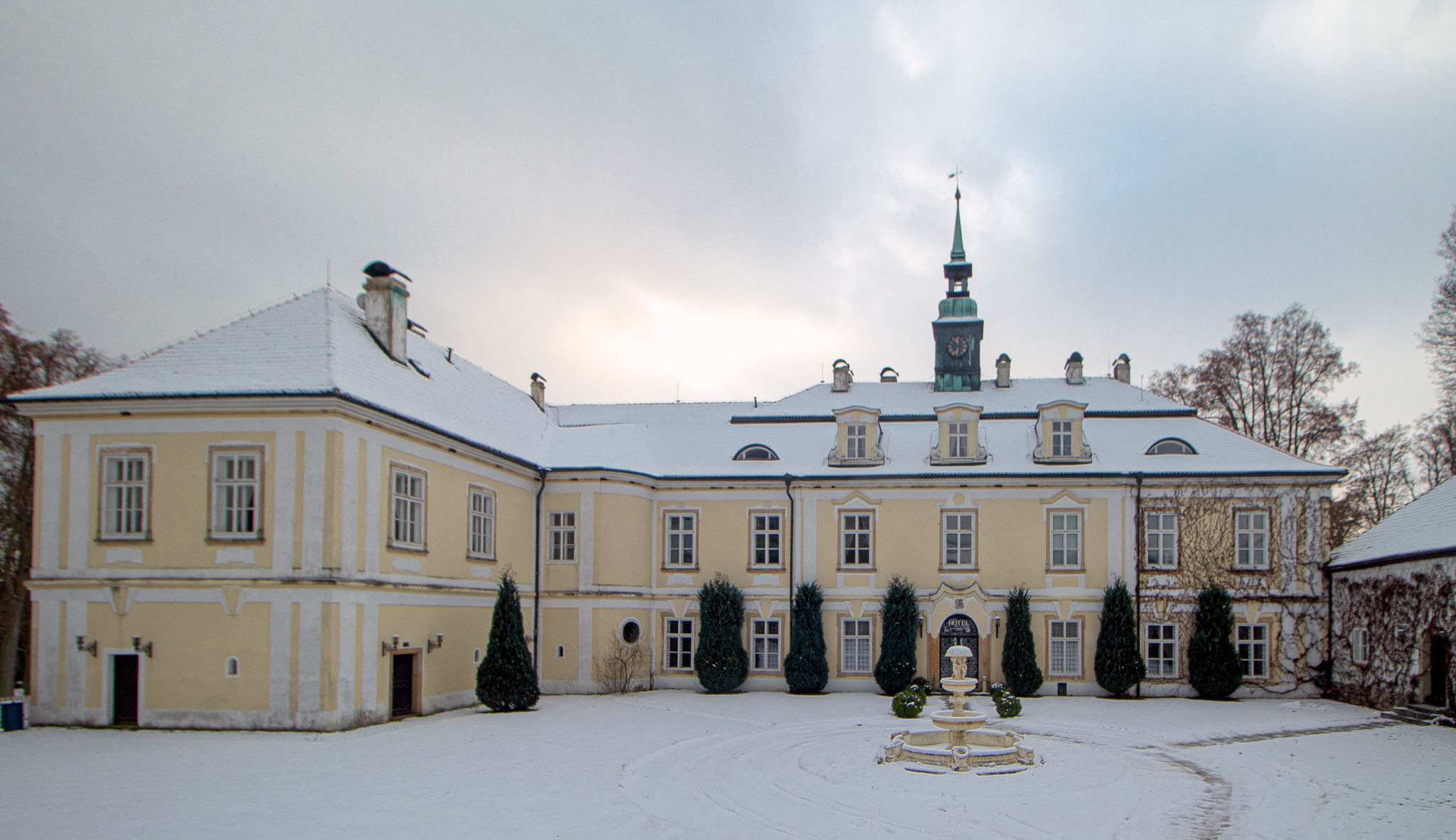
Zámek Nový Berštejn u Dubé

Současně usiloval o zachování a rozšiřování lesů, v lesním i polním hospodářství dosáhl výsledků především na panství Lysá nad Labem, kde také založil první soukromou hospodářskou školu. Všeobecně měl zájem i na alfabetizaci poddaných, podporoval vzdělání v němčině. Na svém hlavním sídle v Lysé nad Labem se ale zároveň potýkal se vzpurností měšťanů.

Po zázračném uzdravení svého jediného syna Jana Kristiána nechal v roce 1746 založit klášter servitů v Konojedech. Vlastním nákladem nechal postavit hodnotný barokní kostel Nalezení sv. Kříže v Dubé. Do jisté míry pokračoval i v odkazu svého tchána F. A. Šporka v Kuksu, i když lázeňský komplex začal postupně upadat, František Rudolf zrušil nákladné parforsní hony a své další aktivity zaměřil především na zefektivnění hospodaření.